# K.u.k. Museum Bad Egart

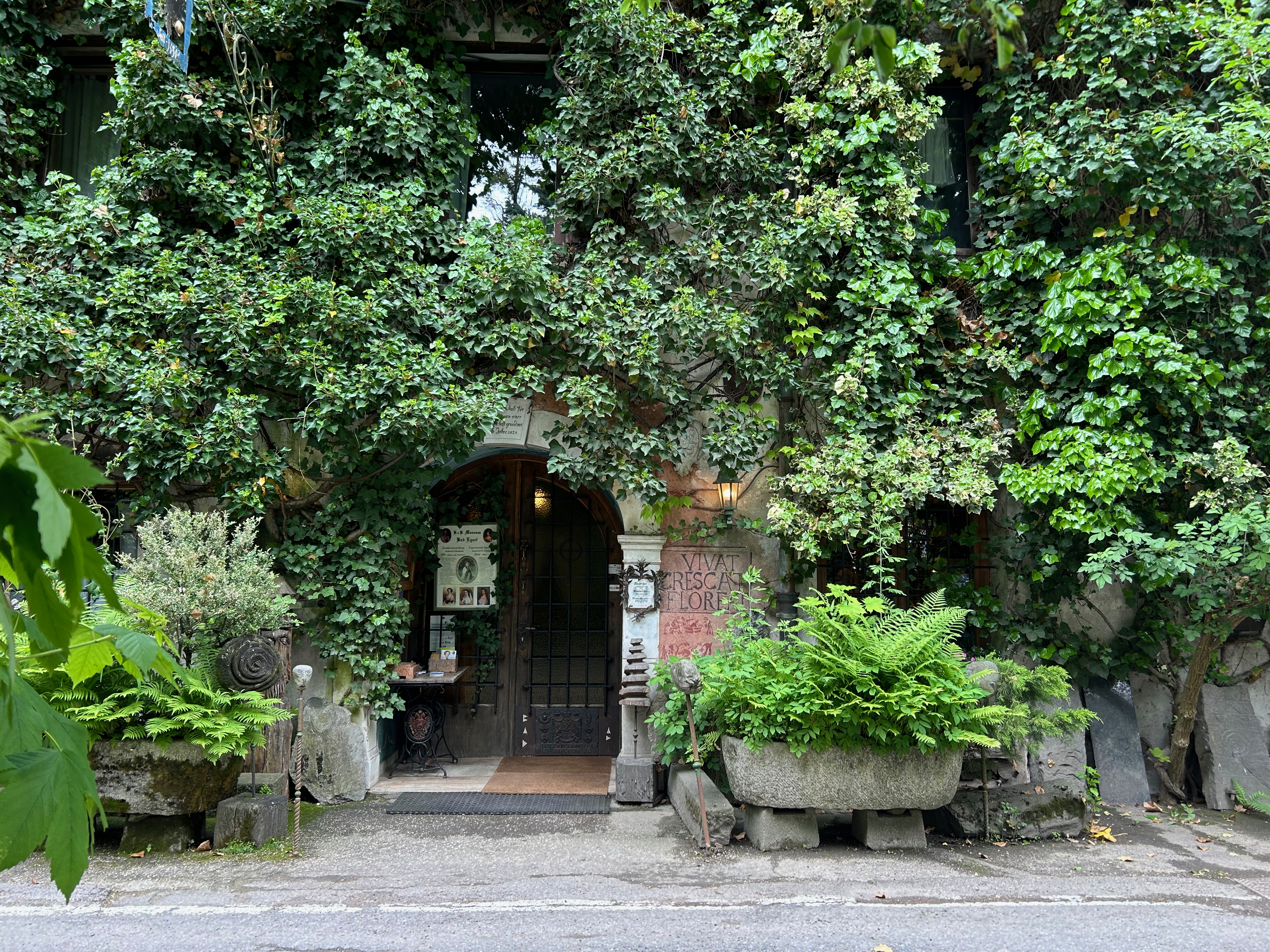
Eingang zum Museum

Das k.u.k. Museum Bad Egart steht auf der Töll in Partschins in Südtirol. Gezeigt werden zahlreiche Exponate aus der Zeit der K.u.k. Monarchie sowie persönliche Gegenstände und Andenken an das Kaiserpaar Elisabeth von Österreich-Ungarn (Sisi) und Franz Joseph I.

## Geschichte

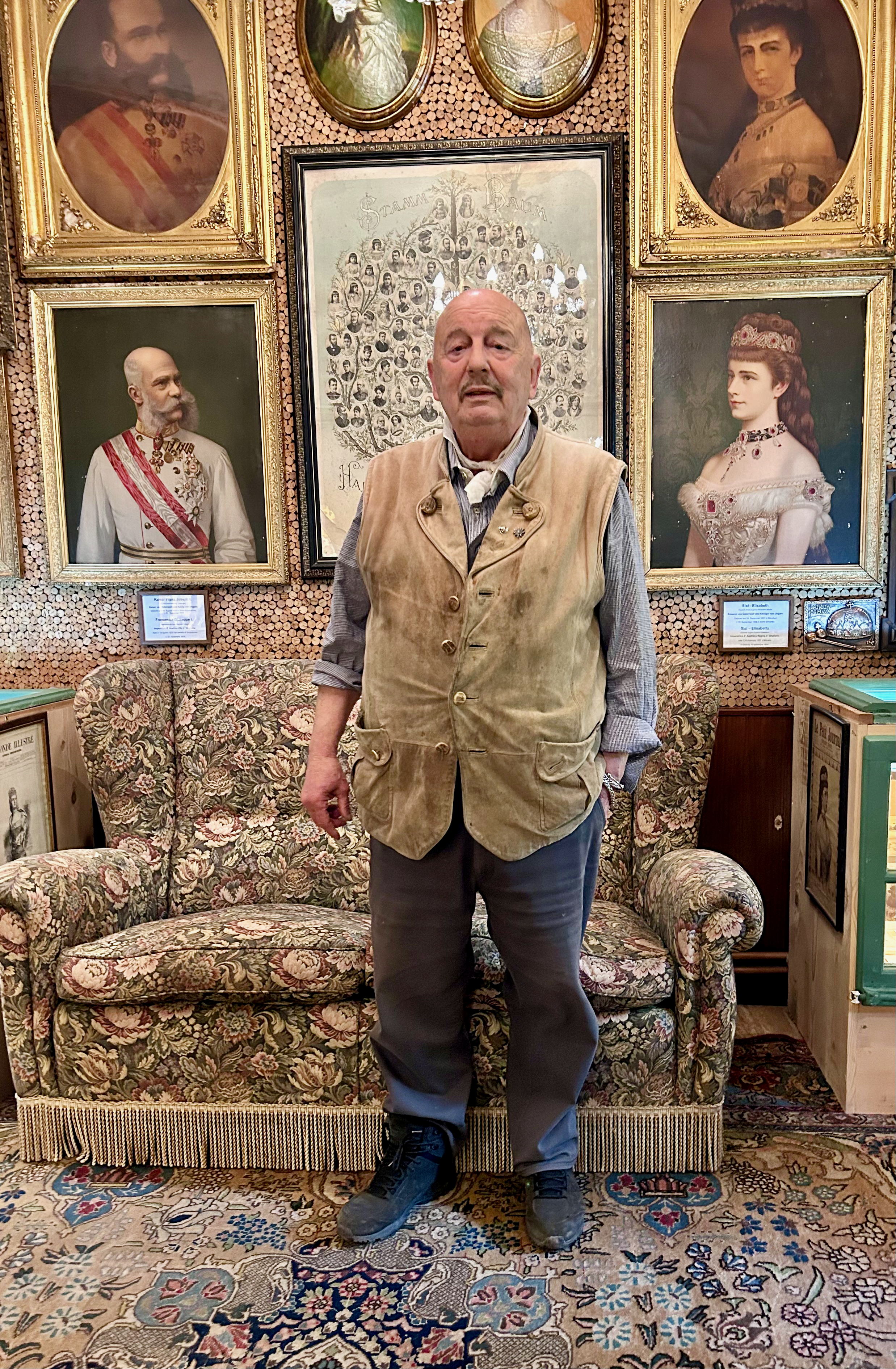
Karl Platino, genannt
„Onkel Taa“

Gegründet wurde das Museum im März 1980 vom Besitzer des Bades Egart Karl Platino. Platino (* 1947) wuchs als drittes von elf Kindern in Kuens auf. Da seine jüngeren Geschwister den Namen Karl nicht gut aussprechen konnten, nannten sie ihn „Taa“, später änderte er dies auf „Onkel Taa“. Als Junge verbrachte er viel Zeit bei einer Tante, die zahlreiche Gegenstände und Gemälde von Angehörigen der Kaiserfamilie besaß. Dadurch wurde seine Sammelleidenschaft geweckt, und so stammen seine ersten Objekte auch aus dem Besitz seiner Verwandten.
Mit 14 Jahren konnte er einen Schweizer Antiquitätenhändler auf seinen Touren durch die Dörfer begleiten, auf denen er viel lernte und mancherlei erwerben konnte. In einer Mühle bei seinem Wohnort richtete er einen Lagerraum ein, der aber bald überfüllt war. 1974 heiratete er, und schon bald wurde die Tochter Janette geboren. Ein paar Jahre später hatte er Gelegenheit, das Bad Egart zu erwerben. Nach einigen Renovationen und Umbauten eröffnete er 1977 das Museum, in dem er endlich seine unzähligen Objekte unterbringen konnte. Im März 1980 folgte das Restaurant unter dem Namen „Museumstube Onkel Taa“.

## Das Museum
Die ersten zwei Räume des Museums sind nur der Geschichte der Habsburger aus der Regierungszeit des Kaisers Franz Joseph I. und Kaiserin Elisabeth gewidmet, besser bekannt als Sisi. In antiken Vitrinen werden unzählige Gebrauchsgegenstände, Abbildungen, Postkarten, Spielsachen und andere Dinge aus jener Zeit gezeigt. Auf zahlreichen großen und kleinen Bildern und Gemälden ist das Kaiserpaar dargestellt.
In den anderen Räumen werden neben sakraler Kunst auch alte Werkzeuge und Werkstätten von Handwerkern ausgestellt, Holzschnitzereien sowie Geräte aus der Badezeit und Badezuber. In einer der Wannen soll die Kaiserin gebadet haben, die sich während ihres Aufenthalts in Meran auch im Bad Egart aufhielt. Weiter gibt es eine Steingutsammlung, Mineralien und Fossilien, Tabakpfeifen, eine Schusterei, eine alte Küche, einen Kaufladen sowie zahlreiche Antiquitäten und Kuriositäten aller Art. Die gesamte Sammlung soll gegen 40.000 Gegenstände umfassen. Die diversen Illustrationen und Tonfiguren, oft erotischer Art, stammen vom Meraner Künstler Gigi Picelli.
Im Museum integriert ist die Grotte mit der immer noch bzw. wieder fließenden Schwefelquelle. Oberhalb der Maueröffnung, die zur Quelle führt, ist auf einem Tuffstein eine römische Abbildung von 47 n. Chr. erhalten geblieben; sie zeigt links und rechts eines Quellbrunnens je zwei kämpfende Gladiatoren.

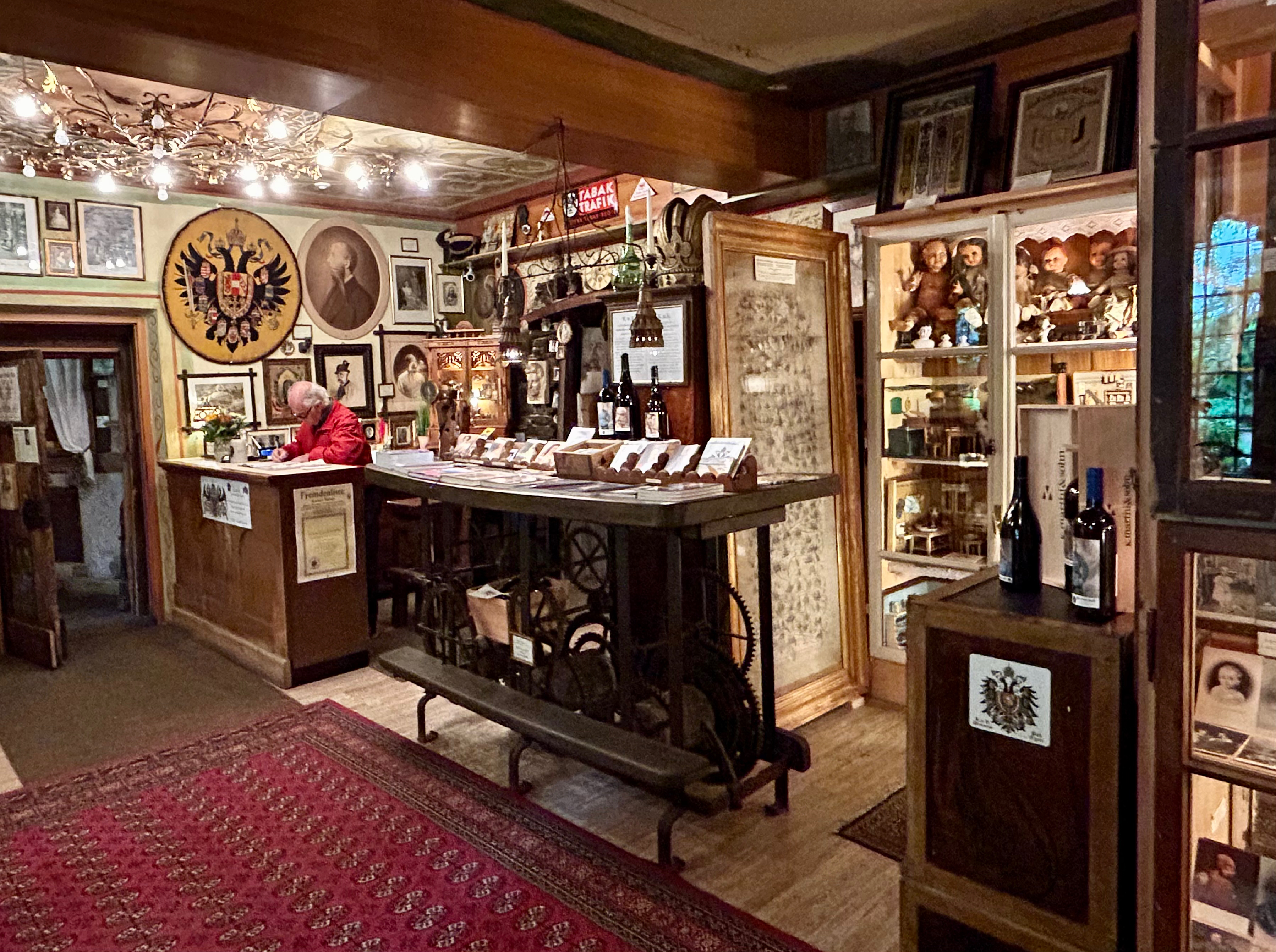
Eingangsbereich
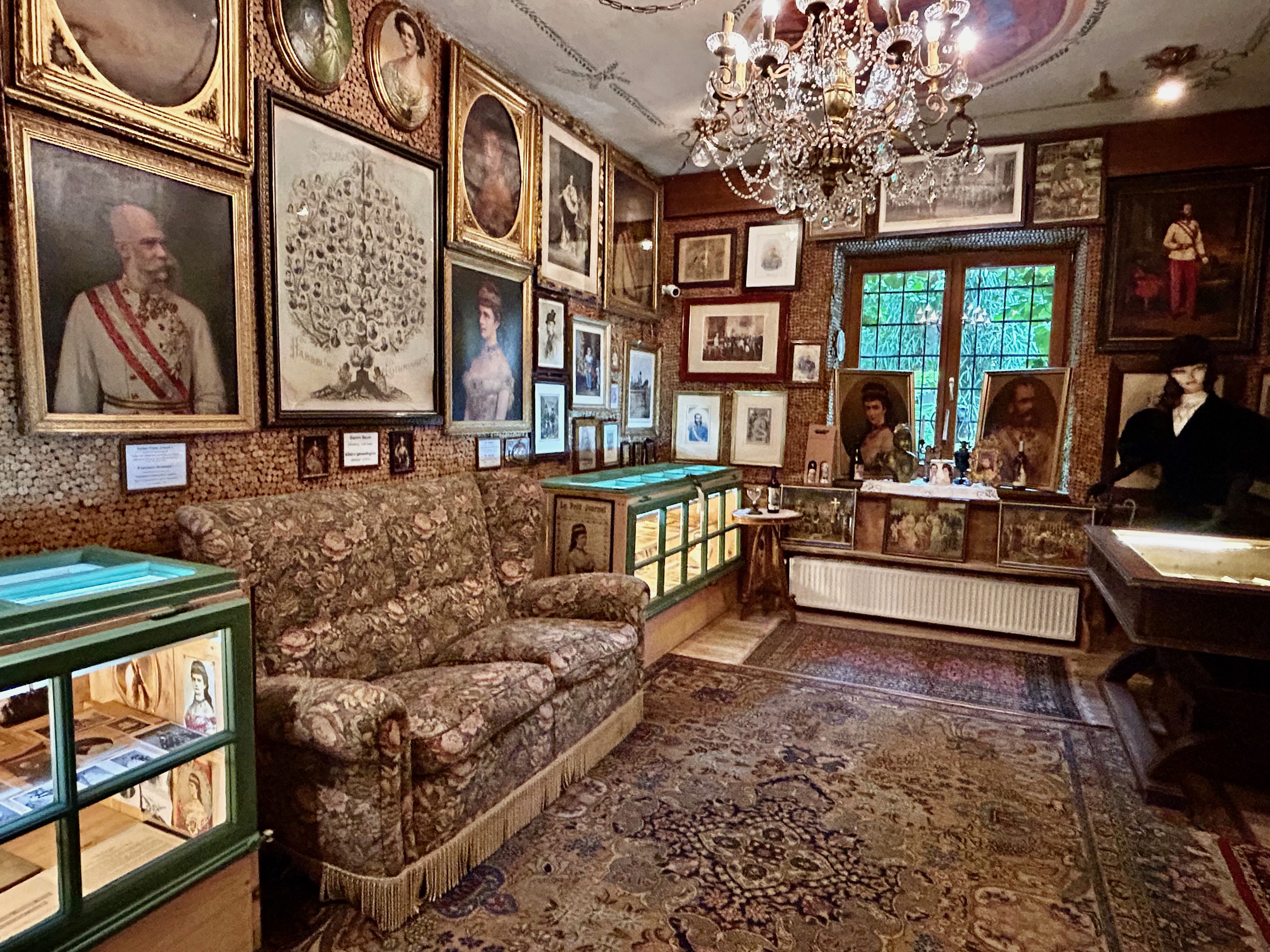
Bildergalerie
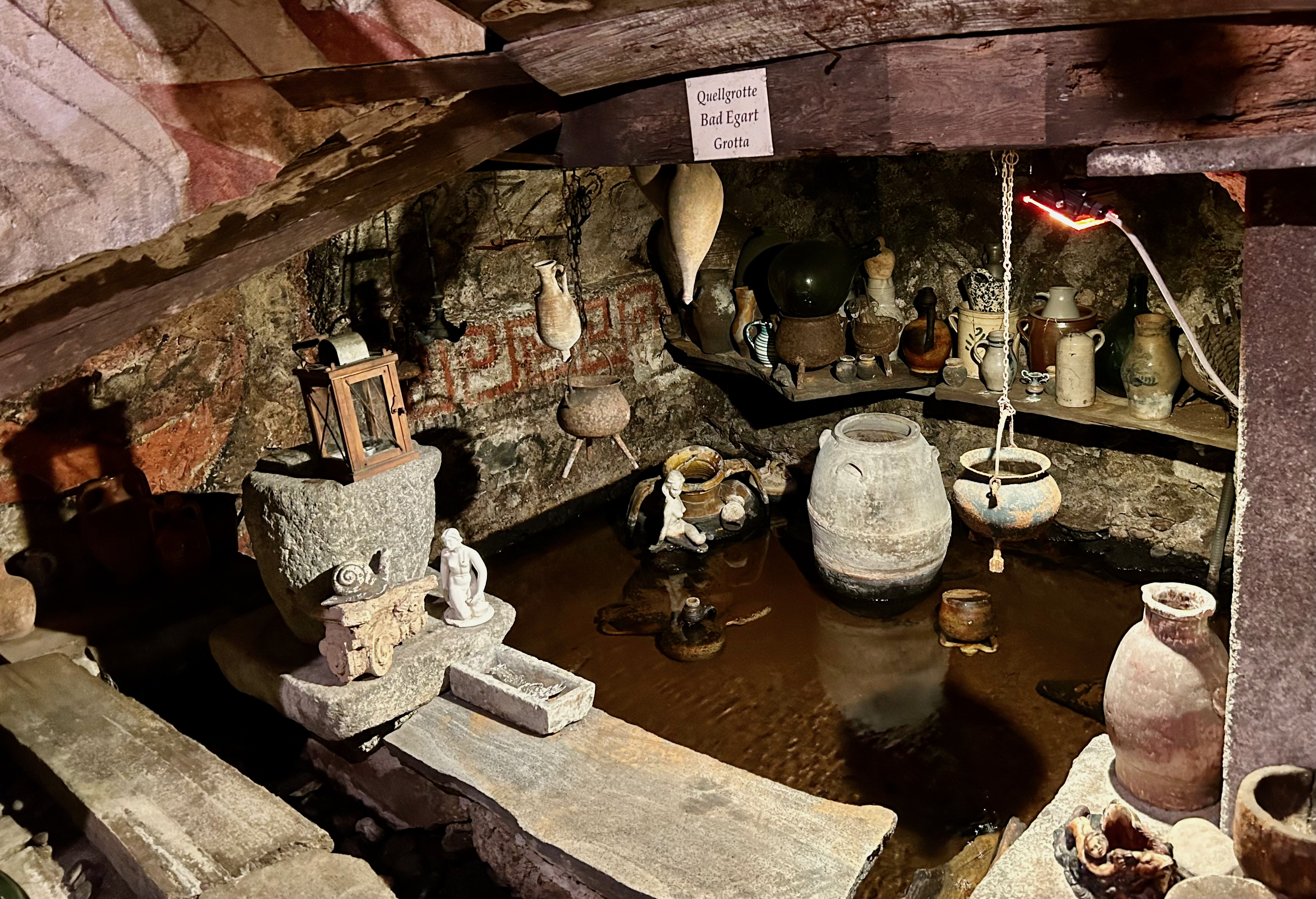
Quelle
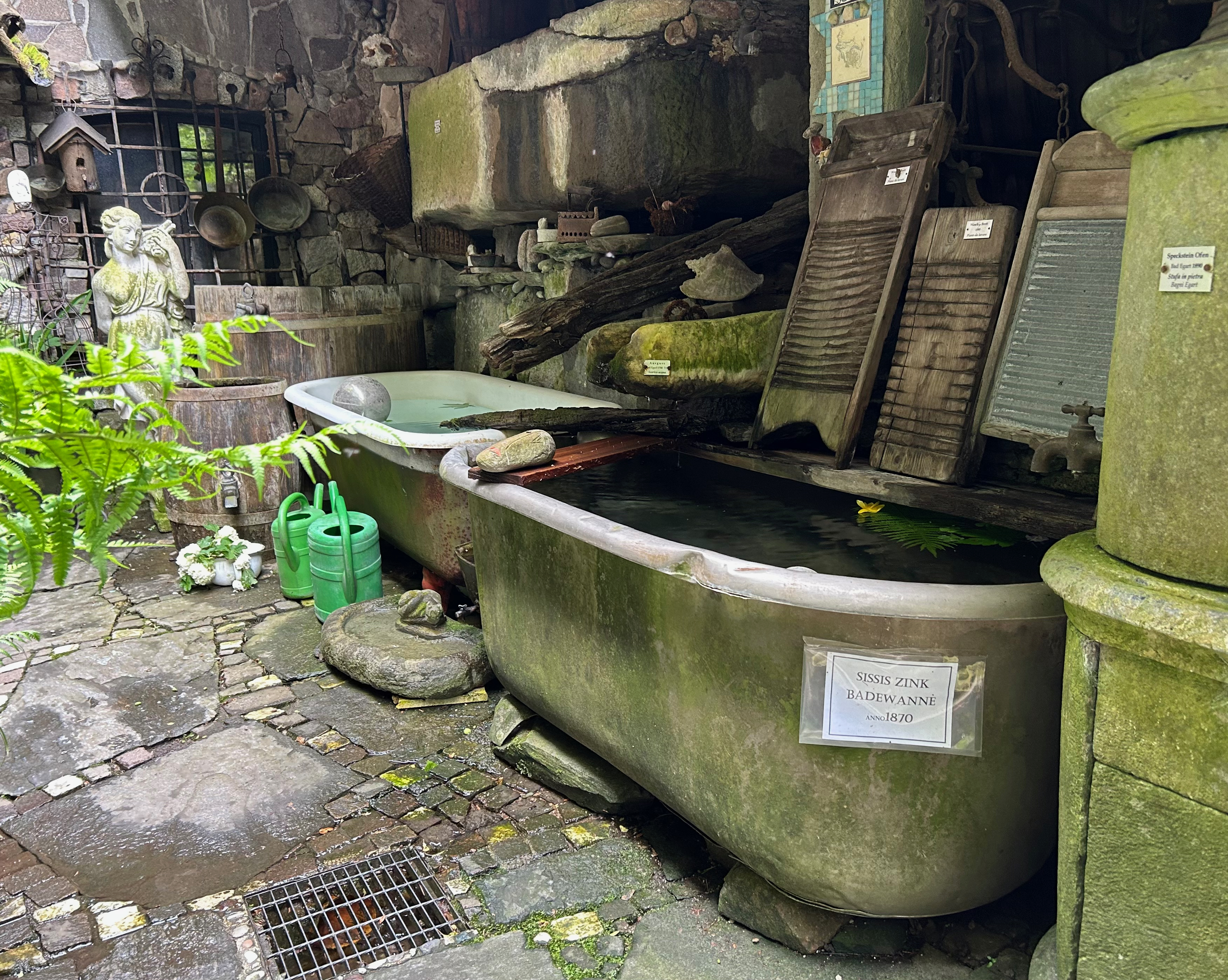
Sisis Badewanne
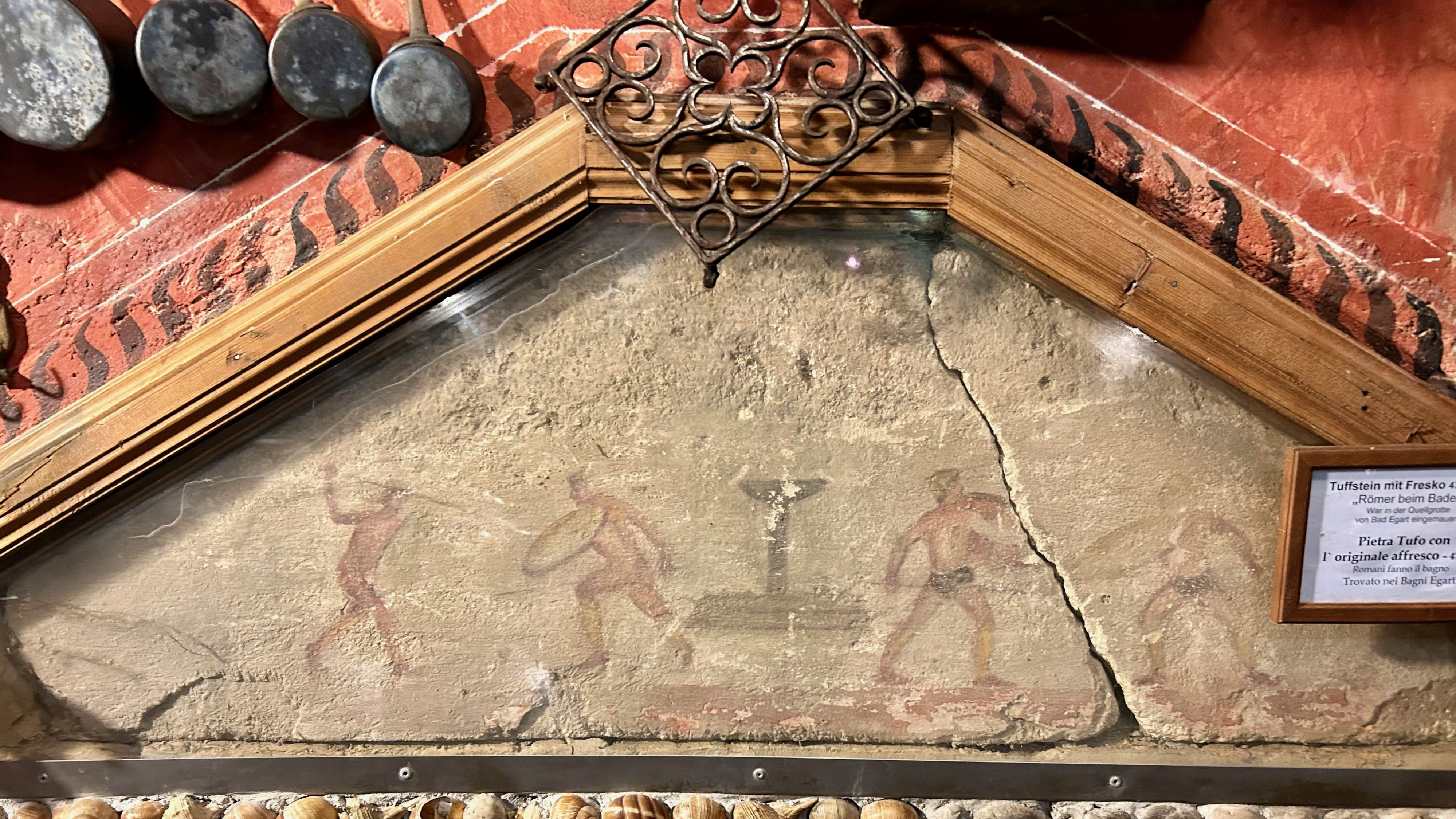
Römische Darstellung

## Restaurant
Dem Museum angeschlossen ist das Restaurant „Onkel Taa“, das gemeinsam von Karl Platinos Frau, Tochter und Enkelin geführt wird. Spezialitäten sind neben den Lieblingsgerichten des Kaiserpaars auch Mahlzeiten mit Kräutern und essbaren Blumen, frische Flusskrebse und Weinbergschnecken aus eigener Zucht. Die meisten der pflanzlichen Zutaten stammen aus dem Kräutergarten neben dem Haus. Restaurant und Museum sind bei „Locali storici d'Italia“aufgeführt.
Hin und wieder wird zu Ehren des Kaisers ein „Kaiserfest“ durchgeführt, an dem die Lieblingsgerichte des Kaisers serviert werden wie etwa „Potage crème de Empereur“ (Weißweinsuppe mit Artischocken), Tafelspitz, Kaiserschmarrn und Gugelhupf sowie – in Erinnerung an Sisi – Veilcheneis.

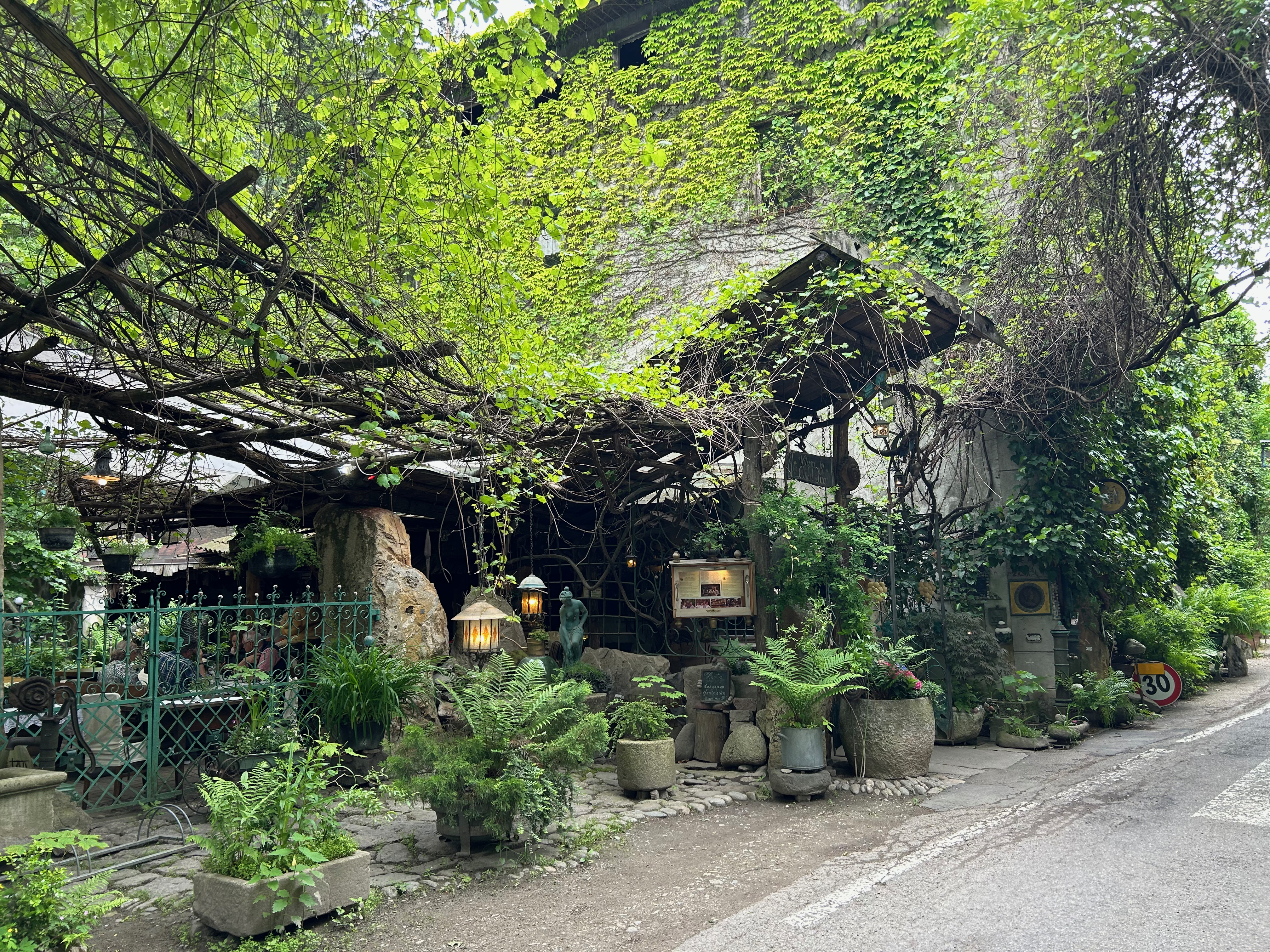
Eingangsbereich des Restaurants
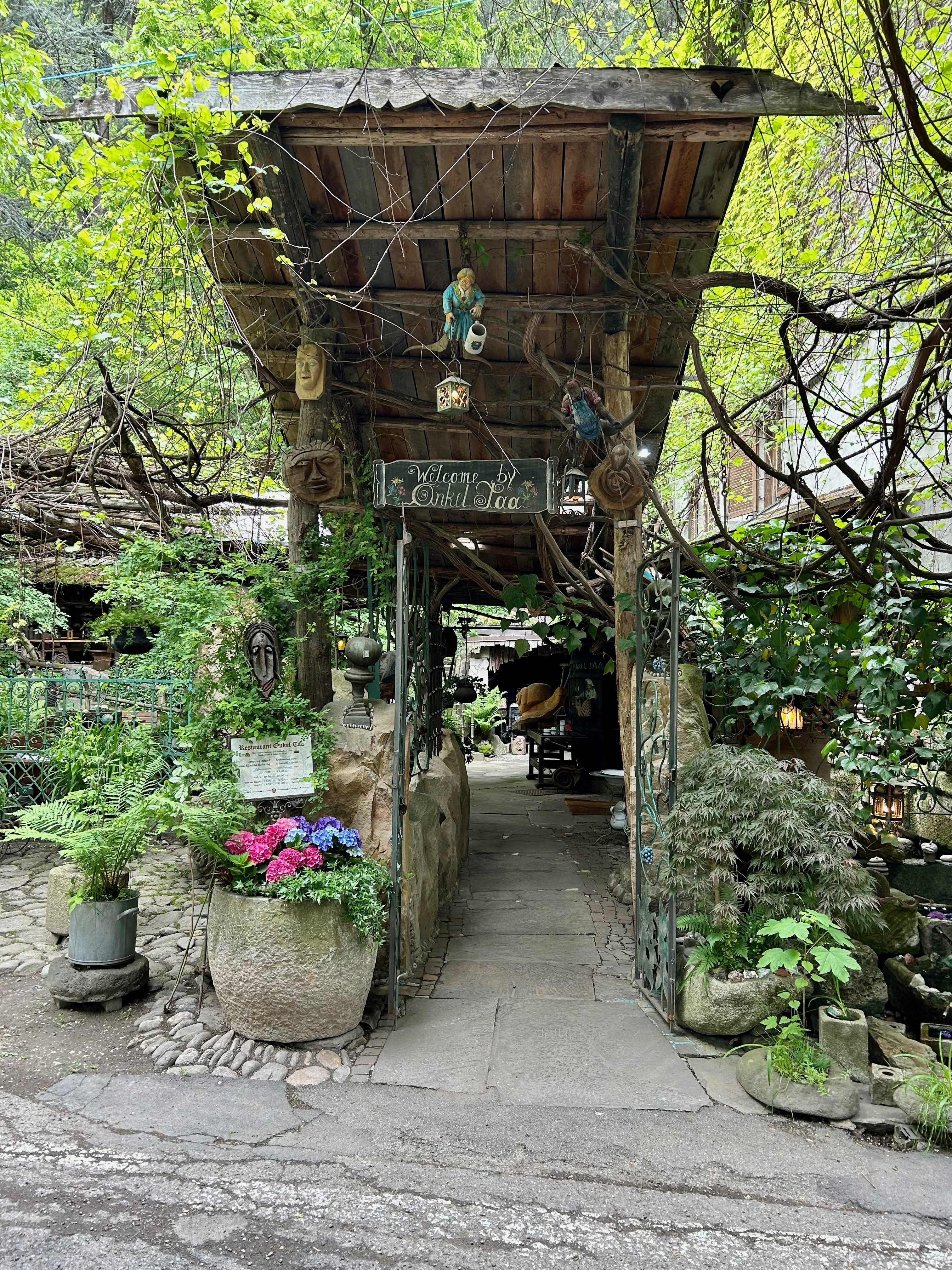
Eingang
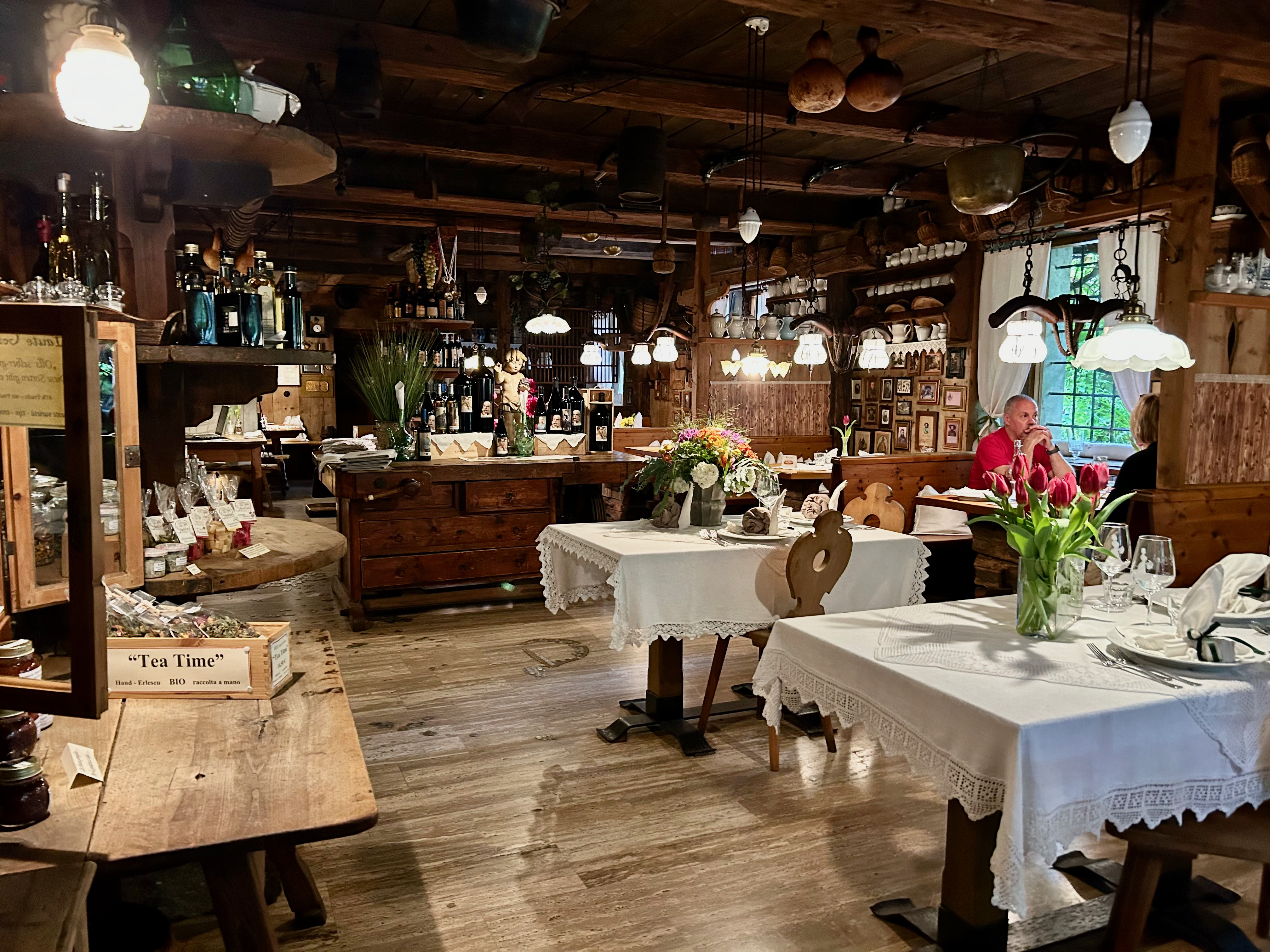
Im Restaurant
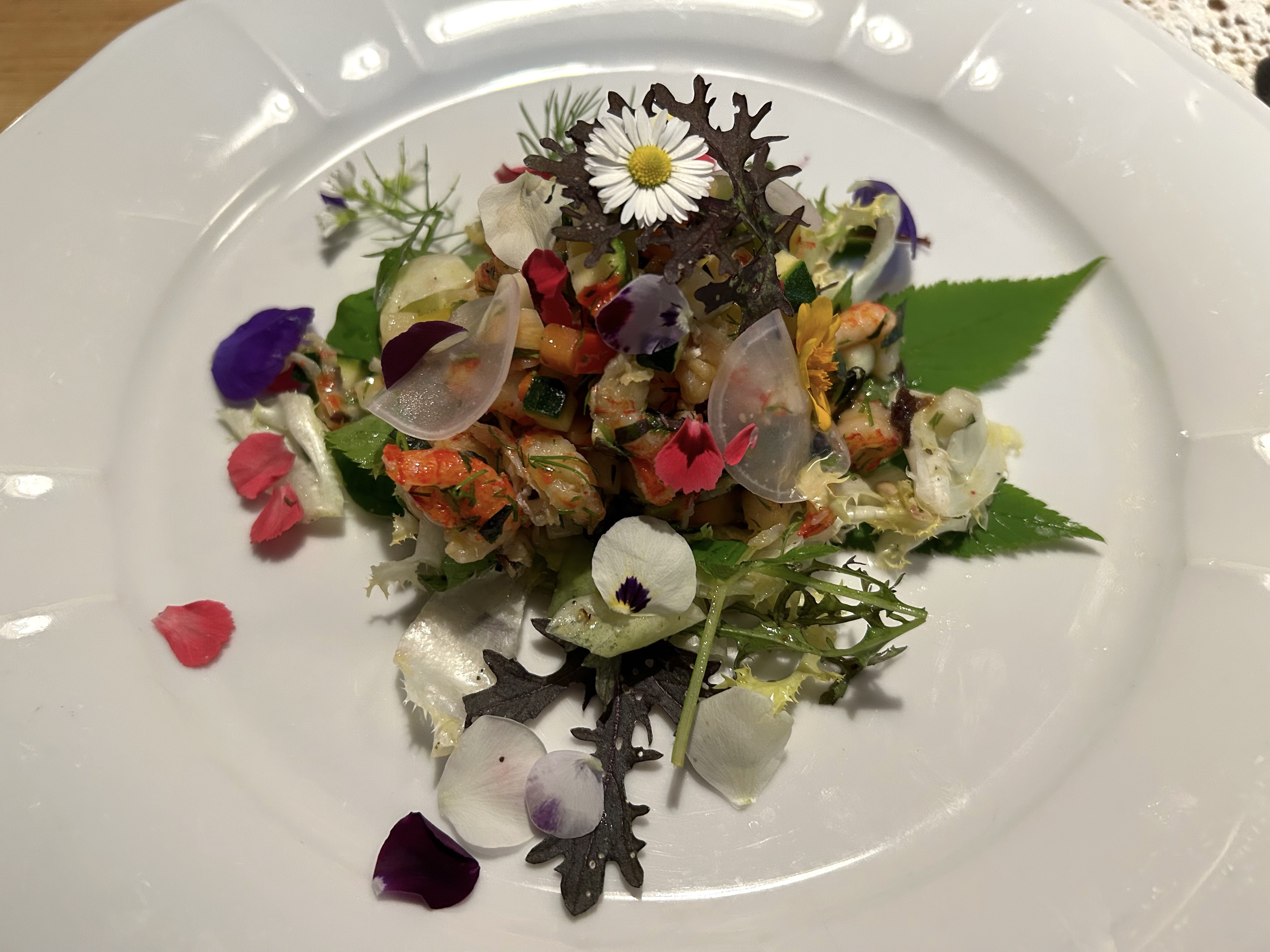
Flusskrebse mit essbaren Blumen

## Außenbereich
Zwischen der Zufahrtstraße zum Museum und dem Gleis der Vinschgaubahn liegt erhöht in einem wildwuchernden Garten eine Art Freilichtmuseum; auch hier stehen zahlreiche Gegenstände aus verschiedenen Zeiten, unter anderem ein Wasserturm und ein funktionierender Wasserkran. Anschließend an den Garten des Restaurants steht flussabwärts die Kapelle „Bad Egart“. Auch sie wurde von Gigi Picelli bemalt und gestaltet.

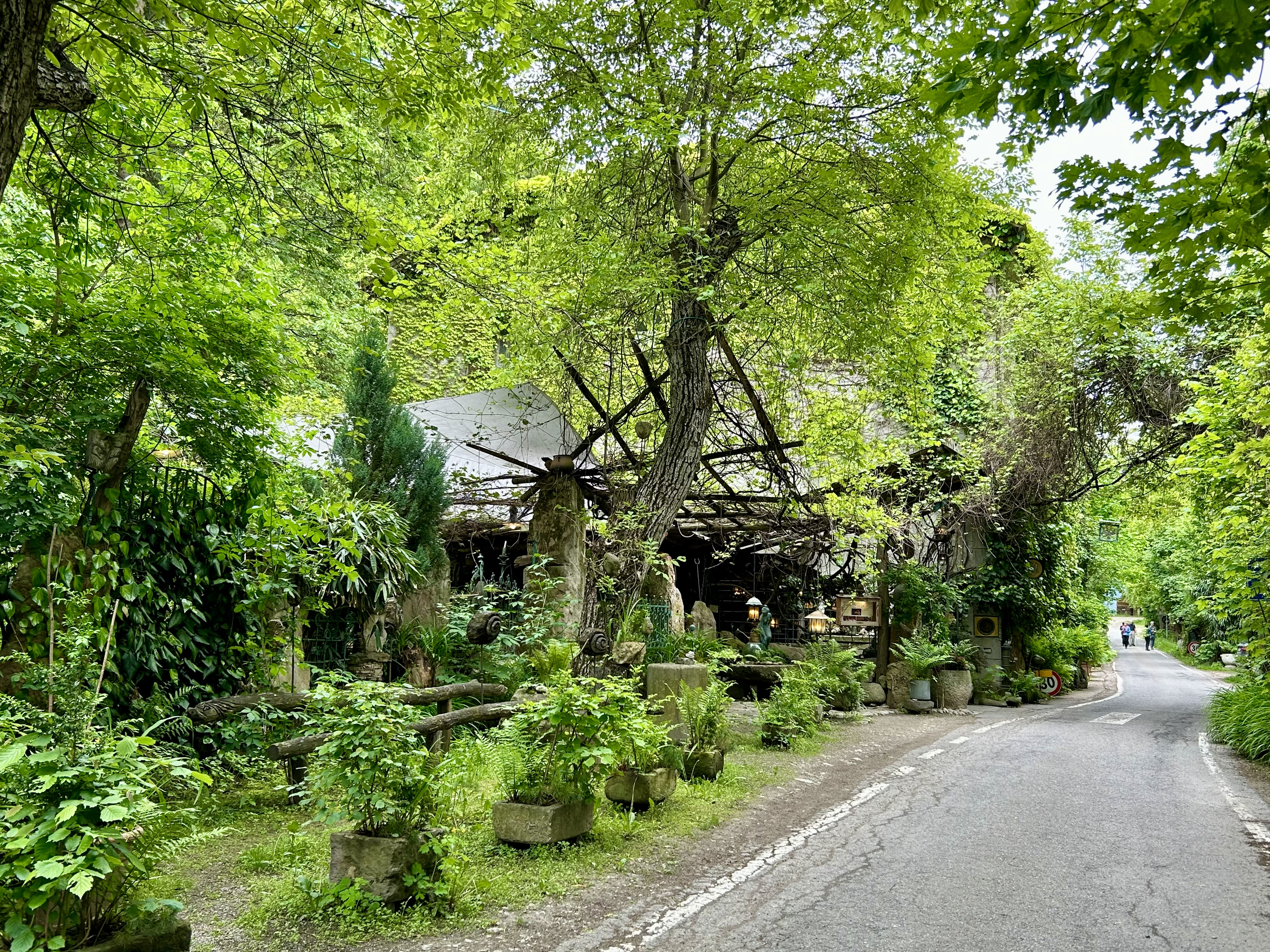
Zugang zu Restaurant und Museum
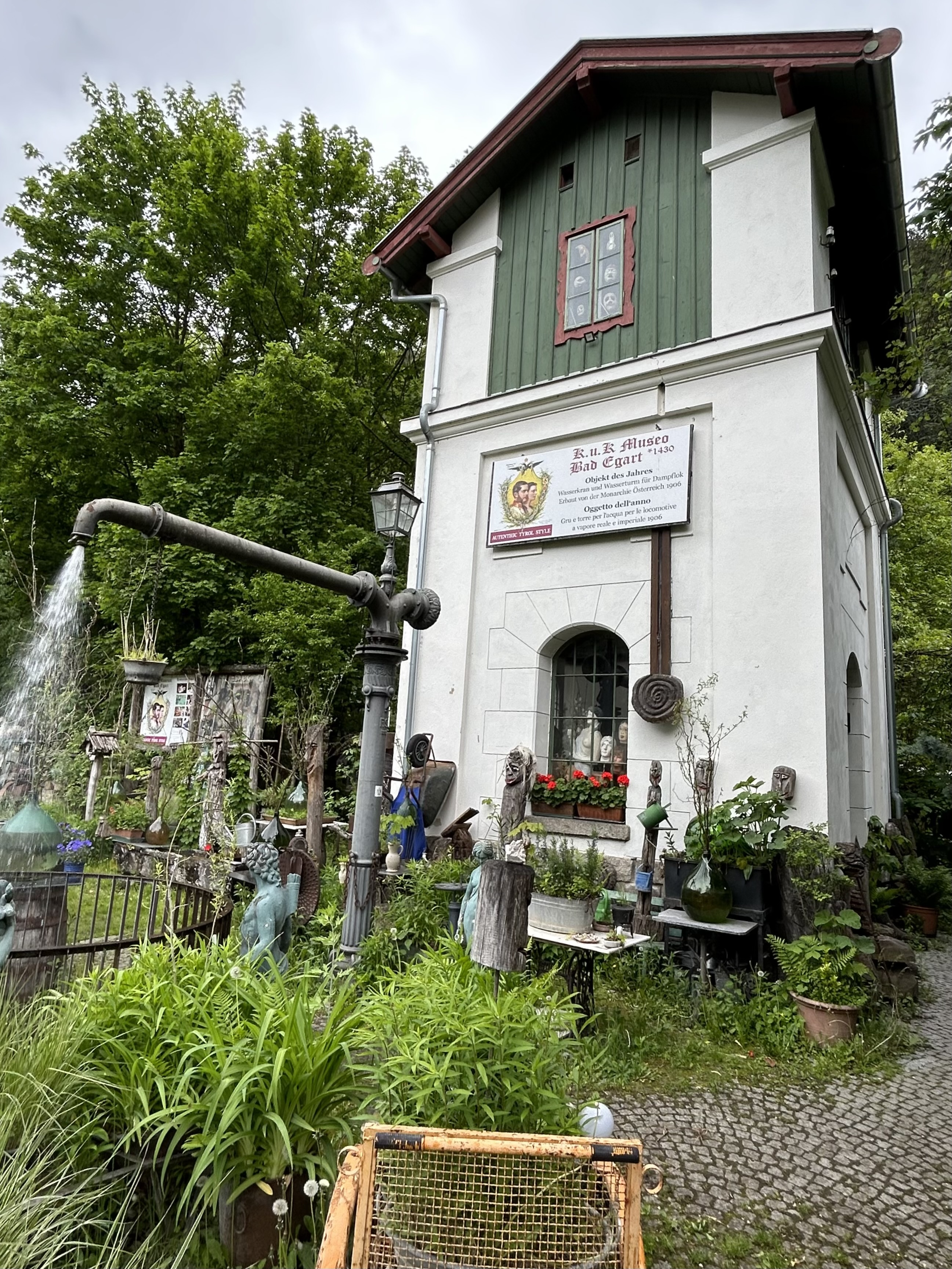
Wasserkran
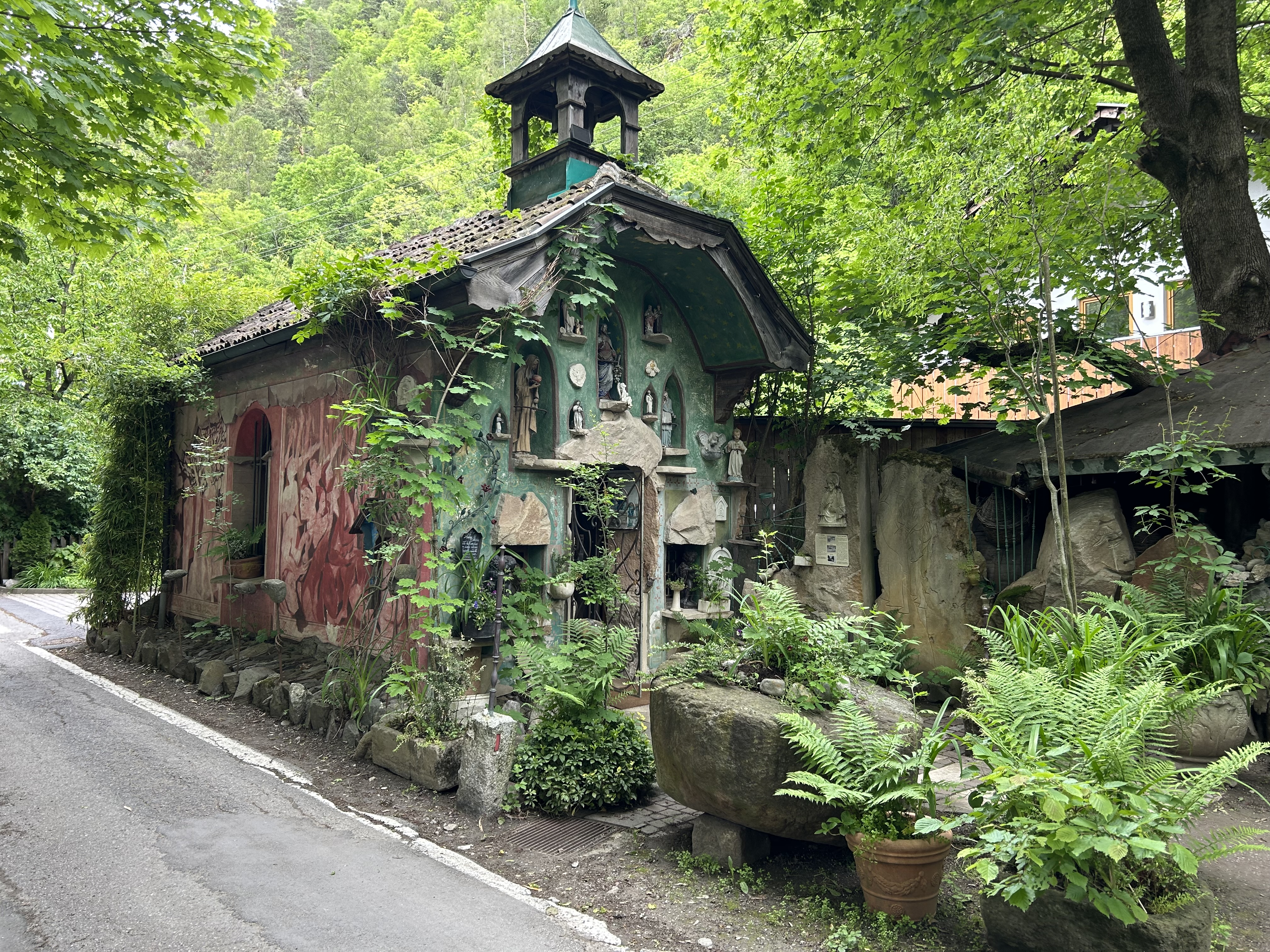
Kapelle